# O Azarento, um Homem de Sorte
O Azarento, Um Homem de Sorte é um filme de comédia brasileiro de 1973.

## Enredo
Caipira mora na cidade de Piracanjuba, no interior de Goiás, e, após se desentender com outros habitantes da cidade por sua fama de azarento, se muda para a capital, Goiânia. Logo, vários eventos desastrosos ocorrem na cidade e começa a ser perseguido por policiais. Após ir a uma loja de sapatos, ele compra um par de calçados e percebe que esses eventos se cessam. Com a resolução dos problemas causados pelo interiorano, ele se muda novamente, agora para Rio de Janeiro, onde procura uma mulher para se casar.

## Elenco
- Paschoal Guida - Caipira/Azarento
- Sandra Barsotti - Sandra
- Henriqueta Brieba
- Rodolfo Arena
- Geraldo Alves
- Cláudia Aparecida - Morena
- Antônio Segatti - Calista
- Joshey Leão